# Операция «Арнон»
Операция «Арнон» (первоначально запланированная под названием «Летние семена») — спасательная операция израильской системы безопасности, проведённая 8 июня 2024 года, в ходе которой были освобождены четыре израильских заложника, удерживаемых ХАМАСом в лагере беженцев Нусейрат в секторе Газа. В 11:00 силы Шабака и ЦАХАЛа одновременно ворвались в два здания в лагере при огневой поддержке Армии обороны Израиля, и освободили Ноа Аргамани, Альмога Меира Джана, Андрея Козлова и Шломи Зива, ранее похищенных боевиками во время резни на музыкальном фестивале в Реиме. В ходе операции произошла ожесточённая перестрелка между израильскими силами и террористами, в которой был ранен командир группы Арнон Змора (подразделение ЯМАМ), позже скончавшийся от ран. По данным местных представителей здравоохранения, подконтрольных ХАМАСу, из-за стратегии ХАМАСА по использованию живого щита в результате операции не менее 276 палестинцев скончались и свыше 698 были ранены, но цифры не подтверждены.

## Название операции
Название операции, выбранное силовиками, — «Летние семена». Однако после гибели от ран её командира, офицера ЯМАМ Арнона Зморы, было решено переименовать операцию в его честь, назвав её операцией «Арнон».

## Предыстория
Утром 7 октября 2023 года ХАМАС предпринял внезапную атаку на Израиль. Под прикрытием обстрела Израиля тысячами ракет 2500 террористов проникли с земли, моря и по воздуху в израильские поселения и на военные объекты. Террористы вступили в перестрелки с небольшим количеством сил безопасности и атаковали мирное население приграничных областей Израиля. Около 1200 израильтян, преимущественно гражданских лиц, были убиты, около 252 — взяты в заложники, включая женщин, стариков, а также не менее 30 детей и подростков.

### Похищение
Все четверо были похищены ХАМАСом в сектор Газа во время резни на музыкальном фестивале в Реиме 7 октября. Уже тем утром были опубликованы съёмки похищения террористами Ноа Аргамани, которые произвели большой резонанс в мире, и девушка стала одним из символов похищения. Во время войны с ХАМАСом были опубликованы дополнительные видео, на которых фигурирует Аргамани, а также аудиозапись, на которой звучал только её голос.

## Освободительная операция

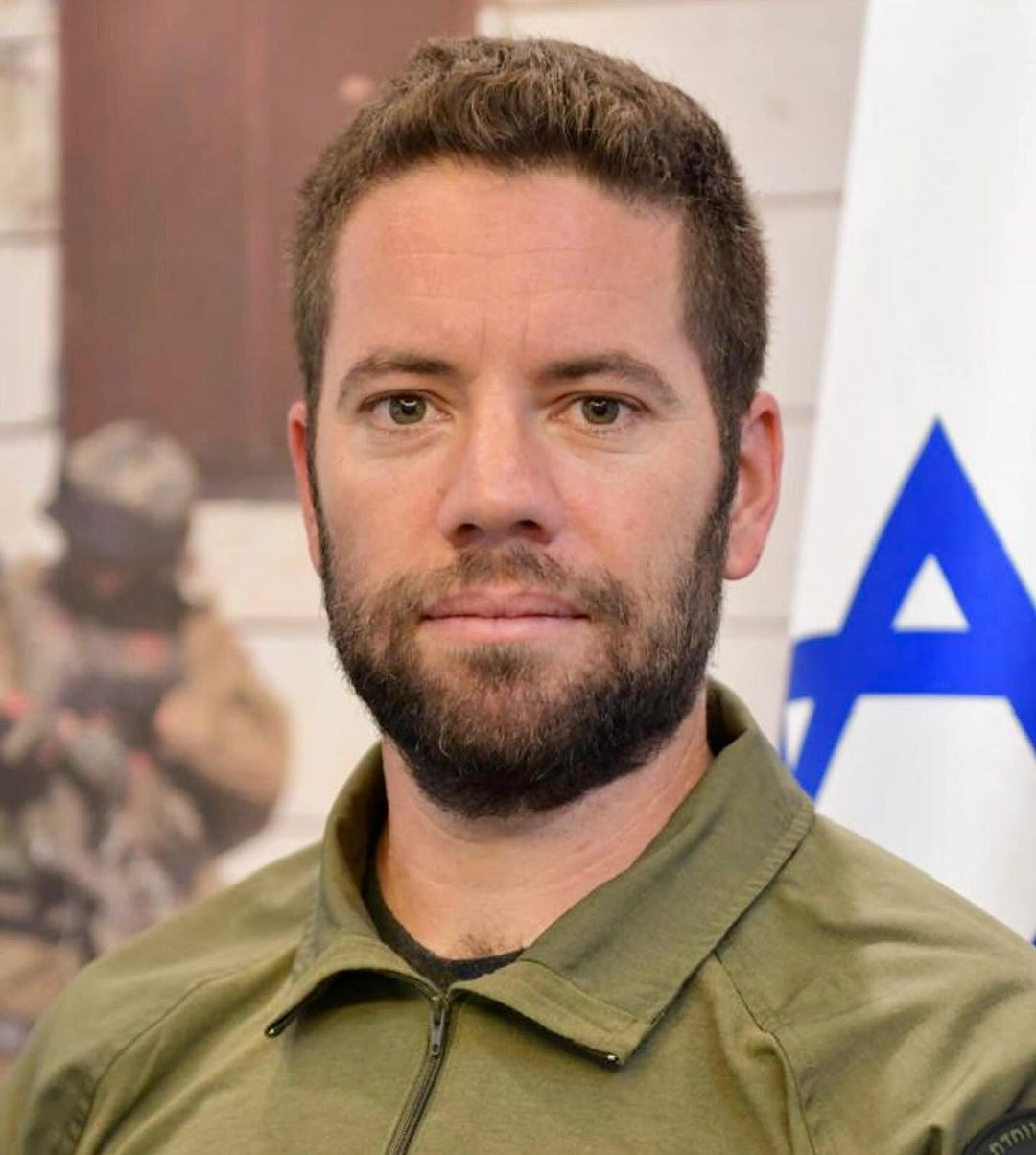
Суперинтендант Арнон Змора, погибший при освобождении заложников

Операция планировалась в течение месяца, в время которого подготавливался ход операции и происходил сбор разведывательной информации. Силам ШАБАКа удалось нанести на карту здания, и совместно с Управлением военной разведки Израиля был составлен план действий с использованием нескольких моделей для отработки действий. Одним из осложнений стала деятельность одновременно в двух локациях из-за опасений, что если террористы, удерживающие заложников в одном из двух мест, поймут, что происходит в другом, то они казнят находящихся у них заложников. Операция была проведена после получения одобрения правительства. Операцией командовали начальник штаба Херци Ха-Леви и руководитель Шабака Ронан Бар в рамках совместного командования.
По сообщениям палестинцев, солдаты проникли в лагерь беженцев на гражданских грузовиках. Около 11 часов утра была дана команда «действовать» для начала операции. Силы ворвались одновременно в два здания на расстоянии 200 метров друг от друга. В одном — содержалась Ноа Аргамани, предположительно, в частном доме Абдаллы аль-Джамаля (журналиста «Аль-Джазиры») и его супруги, а также отца-медика из Нусейрата. В другом здании в заточении содержались Альмог Меир Джан, Андрей Козлов и Шломи Зив. Они располагались в рыночной зоне лагеря беженцев Нусейрат, в гражданской среде, служившей живым щитом. Спасательная операция включала в себя отвлечение внимания. Радио ХАМАСа сообщило, что солдаты окружили школу к северу от лагеря беженцев, а ХАМАС заявил, что «израильский спецназ проник в центр рынка Нусайрат». Террористы не ожидали спасательной операции в дневное время. В связи с этим в этот район были отправлены крупные израильские силы, которые быстро и совершенно неожиданно добрались до похищенных.
Проникновение в квартиру, где содержалась Ноа, на первом этаже, произошло быстро, и её спасли через несколько минут. Остальных троих похищенных держали на третьем этаже, и во время освободительной операции произошла перестрелка, в результате которой был смертельно ранен командир Арнон Змора, через несколько часов скончавшийся от ран. В 11:15 поступил сигнал «Бриллианты в наших руках». Грузовик команды Зморы застрял из-за технической неисправности в коробке передач. Палестинские террористы открыли по ним сильный огонь, шины грузовика лопнули. В результате бойцы ЦАХАЛа доставили похищенных в соседнее здание. В то же время 98-я дивизия Ха-Эш ЦАХАЛа открыла ответный огонь, крупные силы ЦАХАЛа вошли в лагерь беженцев при поддержке ударов ВВС Израиля, а также при участии подразделений коммандос и спецназа, совершивших рейды морем.
В 11:50 последним израильским силам удалось достичь береговой линии и посадить похищенных в вертолёты ВВС. Похищенные благополучно приземлились в Израиле и были переведены на дальнейшее медицинское обследование в медицинский центр имени Хаима Шибы. В 13:33 было объявлено, что ЦАХАЛ, Шабак и полиция совместными усилиями освободили четверых похищенных израильтян. Вечером Ноа Аргамани была доставлена в больницу Ихилов, где она встретила свою мать, находящуюся при смерти.
По данным ХАМАСа, в ходе операции освобождения похищенных заложников более 210 палестинцев погибли и более 400 получили ранения.

## Пребывание в плену
Аргамани рассказала своей семье, что она находится в плену вместе с другими похищенными, Йоси Шараби и Итаем Свирски, убитыми в плену. Шараби, по-видимому, был убит во время атаки ВВС, а Свирски был убит террористами несколько дней спустя. Ноа рассказала своей семье, что ей грозила смерть, когда ракета попала в дом, где она находилась. На протяжении всего периода её перемещали между несколькими квартирами и не держали в туннелях. Местом, откуда её освободили, была частная квартира богатой семьи. Время от времени Аргамани выходила на улицу проветриться, переодевшись арабкой в традиционной исламской одежде. По её словам, ей очень редко приходилось принимать душ.
Альмог Меир Джан рассказал, что несколькими неделями ранее, 22 мая, он был заснят ХАМАСом, когда праздновал свой день рождения в плену, но видео так и не было опубликовано. Альмог, по всей видимости, всё время пребывания в плену оставался вместе со Шломи и Андреем.
Андрей Козлов рассказал, что вёл дневник и каждый день писал по строчке в блокноте. Он добавил, что во время плена выучил иврит благодаря разговорам с другими похищенными.
Похищенные рассказали, что во время пребывания в плену они смотрели передачи израильского телевидения и черпали в демонстрациях надежду на своё освобождение. Однако они заявили, что подверглись эмоциональному насилию и промыванию мозгов, когда террористы заставляли их читать Коран и изучать исламские постановления.